# جنگ (کتاب)
جنگ یک کتاب غیرداستانی از باب وودوارد که توسط سایمون اند شوستر در ۱۵ اکتبر ۲۰۲۴ منتشر شده است. کتاب جنگ اکراین و فلسطین را پوشش می‌دهد و در مورد مذاکرات حکام عرب با آنتونی بلینکن پس از حمله هفت اکتبر فاش می‌کند که حکام عرب عموماً از ایده نابودی حماس توسط اسراییل راضی بوده‌اند.

## خلاصه
وودوارد دوران ریاست جمهوری دونالد ترامپ و جو بایدن را مقایسه می‌کند و به این نتیجه می‌رسد که ترامپ بدتر از ریچارد نیکسون است. وودوارد ادعا می‌کند که ترامپ نتیجه آزمایش‌های کمیاب کووید-۱۹ را برای ولادیمیر پوتین، رئیس‌جمهور روسیه ارسال کرده بود. وودوارد همچنین ادعا می‌کند که ترامپ پس از پایان دوره ریاست‌جمهوری‌اش، از طریق هفت تماس خصوصی، به روابط خود با پوتین ادامه داد.
به گفته وودوارد، بایدن تهاجم روسیه به اوکراین را نتیجه رفتار باراک اوباما، رئیس‌جمهور سابق این کشور دانسته است. وودوارد همچنین می‌نویسد که جامعه اطلاعاتی ایالات متحده از ماه‌ها قبل از برنامه‌های روسیه برای حمله به اوکراین پرده برداشته بود، اما رئیس‌جمهور اوکراین، ولودیمیر زلنسکی، حتی زمانی که کاملاً هریس شخصاً در کنفرانس مونیخ این موضوع را به او ارائه کرد، از پذیرش اطلاعات دقیق خودداری کرد.

### دیدارهای بلینکن و رهبران عرب
کتاب وودوارد حاوی جزئیات مهمی در مورد دیدارهای بلینکن وزیر امور خارجه آمریکا با رهبران عرب پس از ۷ اکتبر ۲۰۲۳ است.
صبح روز پنجشنبه ۱۲ اکتبر ۲۰۲۳، هواپیمای بلینکن در «اسرائیل» فرود آمد و او مستقیماً برای ملاقات با نتانیاهو در اتاق جنگ گفت: «ما به سه چیز نیاز داریم: مهمات، مهمات و مهمات. بلینکن گفت: ما با شما می‌ایستیم، با شما می‌ایستیم، با شما می‌ایستیم.
بلینکن سپس از نتانیاهو در مورد وضعیت غیرنظامیان در غزه سؤال کرد؟ نتانیاهو گفت: «ما همه آنها را از غزه به سمت مصر بیرون خواهیم کرد، بلینکن گفت: «در چند روز آینده با رهبران جهان عرب صحبت خواهم کرد و سپس به تو باز خواهم گشت.» بلینکن شبانه به اردن رفت و صبح ۱۳ اکتبر ۲۰۲۳، با ملک عبدالله دوم ملاقات کرد که به بلینکن گفت: «ما به اسرائیل هشدار دادیم حماس همان اخوان المسلمین است و اسرائیل باید حماس را شکست دهد، اما من نمی‌توانم این را علناً بگویم.
چند ساعت بعد، بلینکن برای دیدار با امیر قطر رفت، تمیم بن حمد آل ثانی، به بلینکن گفت: «سران حماس در دوحه از قبل چیزی در مورد حملات ۷ اکتبر نمی‌دانستند. این امکان وجود دارد که سنوار این کار را به تنهایی انجام داده باشد. بلینکن در راه رسیدن به هواپیمای خود به امیر گفت: «ما از اهمیت داشتن یک کانال باز برای مذاکره در مورد آزادی گروگان‌ها قدردانی می‌کنیم، اما وقتی این موضوع به پایان رسید، نمی‌توان به‌طور معمول با دفتر سیاسی حماس ادامه داد.
بلینکن در بحرین نیز همان کلماتی را شنید که در اردن شنیده بود، سپس او و تیمش به قصد گذراندن شب در ریاض رفتند، و صبح روز بعد، ۱۴ اکتبر. با شاهزاده فیصل بن فرحان وزیر امور خارجه عربستان سعودی دیدار کرد. فیصل به بلینکن گفت: «اسرائیل نباید به حماس اعتماد می‌کرد و نتانیاهو بارها در این باره به ما هشدار داده است، زیرا حماس اخوان المسلمین است و گروه‌های تروریستی نه تنها در تلاش برای از بین بردن اسرائیل هستند، بلکه آن‌ها می‌خواهند رهبران عرب را نیز سرنگون کنند، ما نگران پیامدهای امنیتی کاری هستیم که اسرائیل در غزه انجام می‌دهد … آنچه بعد از حماس می‌آید ممکن است بدتر باشد، کما اینکه داعش پس از القاعده آمد و بدتر از آن است. بلینکن دربارهٔ حمایت عربستان سعودی از بازسازی غزه پس از جنگ پرسید و وزیر امور خارجه پاسخ داد: «ما حتی یک دلار هم برای پاکسازی خرابکاریهای نتانیاهو نخواهیم پرداخت.
سپس بلینکن به ابوظبی رفت تا با محمد بن زاید، رئیس امارات دیدار کند. محمد اصرار داشت تا زمانی که حماس ریشه کن نشود، جنگ متوقف نشود. وی به بلینکن گفت: «ما بارها به اسرائیل هشدار داده‌ایم که حماس اخوان‌المسلمین است. ما به اسرائیل فضا و زمان می‌دهیم تا حماس را از بین ببرد اما اسرائیل باید با اجازه دادن به کمک‌های بشردوستانه و ایجاد مناطق امن برای اطمینان از کشته نشدن غیرنظامیان و همچنین کنترل خشونت در کرانه باختری به ما کمک کند.
در همان روز، بلینکن به ریاض بازگشت و بن سلمان به بلینکن گفت: 'من فقط می‌خواهم مشکلاتی که در ۷ اکتبر ایجاد شد ناپدید شوند، عادی سازی نمرده است، اما در حال حاضر نمی‌تواند به جلو حرکت کند.
بلینکن در قاهره با «عبدالفتاح السیسی» رئیس‌جمهور مصر دیدار کرد و او دو تقاضا داشت: حفظ توافقنامه صلح با «اسرائیل» که در سال ۱۹۷۹ امضا شد، و دیگری امتناع از جابجایی فلسطینیان به مصر. سپس بلینکن و تیمش با سامح شکری، وزیر امور خارجه و عباس کامل، رئیس اطلاعات مصر دیدار کردند که اطلاعات و نقشه‌های جمع‌آوری شده توسط اطلاعات مصر در مورد تونل‌های غزه را به بلینکن و تیمش ارائه کردند و گفتند: حماس عمیقاً در غزه ریشه دارد و شکست دادن آنها دشوار است. عباس کامل پیامی نیز برای نتانیاهو داد و توصیه کرد: که اسرائیل نباید یکباره از طریق زمینی وارد غزه شود، بلکه باید به صورت مرحله‌ای وارد غزه شود و منتظر بماند تا رهبران حماس از تونلها بیرون بیایند و سپس گلویشان را ببرد.
هواپیمای بلینکن در صبح روز ۱۶ اکتبر در تل‌آویو به زمین نشست و با نتانیاهو و چند مقام اسرائیلی ملاقات کرد. نتانیاهو در برابر تقاضای راه دادن به کمک‌های بشردوستانه ترکید و گفت: 'مردم اسرائیل، ارائه کمک به این نازی‌ها را تحمل نمی‌کند.' بلینکن گفت: «از آخرین سفرم در منطقه، با دوستان و افرادی ملاقات کردم که دوست شما نیستند، اما دشمن شما نیستند.